# 王智 (南朝)
王智（?—?），琅邪臨沂人，南北朝刘宋政治人物。王智是東晉丞相王導曾孫，王劭的孙子，父親是臨海太守王穆。

## 生平
王智年轻时简傲高贵，有盛名，宋高祖刘裕非常看重他，常说：“见到王智，让人想到王仲祖（王濛）。”刘裕与刘穆之计划讨伐刘毅时，王智在旁边。他日，刘穆之对刘裕说：“讨伐诸侯，是大事，刘公怎么能让王智知道？”刘裕笑着说：“这个人高简，怎么能听进去我们说的这种话呢。”对他如此了解。王智为太尉谘议参军，跟随征伐后秦长安，留下担任桂阳公刘义真属下安西将军司马、天水郡太守。回到建康担任宋国五兵尚书，晋陵郡太守，加秩中二千石，封建陵县五等子，追赠太常。他弟弟王僧朗的儿子王彧（王景文）过继给了他。